# 森利也
森 利也（もり としや、1965年9月6日 - ）は、日本の男性声優。京都府出身。

## 略歴
日本工学院専門学校芸術専門課程放送制作芸術科卒業。江崎プロダクション付属養成所出身。
かつてはマウスプロモーションに所属していた。

## 人物
方言は関西弁。
声優としては、アニメ、外画を中心に活躍している。

## 出演作品

### テレビアニメ
1989年
- 機動警察パトレイバー PATLABOR ON TELEVISION（男C、警備員、無線）

1990年
- 魔法のエンジェルスイートミント（ベック少年、男、隊員）
- 三つ目がとおる（アロンゾ、放送部員B、客）

1992年
- フランダースの犬 ぼくのパトラッシュ（古着屋）

1994年
- 忍たま乱太郎（雨鬼〈代役〉、与作、南蛮人、盗賊A、油売り）

1995年
- 行け!稲中卓球部（秀ちゃん、石井、橋本）
- 黄金勇者ゴルドラン（夫）
- 怪盗セイント・テール
- 鬼神童子ZENKI（河野豊）
- 闘魔鬼神伝ONI

2002年
- 攻殻機動隊 STAND ALONE COMPLEX（医大生）
- サザエさん

2008年
- 美肌一族（記者、MC）

### OVA
1991年
- 銀河英雄伝説

1992年
- ハンサムな彼女（スタッフ1）

1994年
- 今日から俺は!!
- 天使なんかじゃない（司会者）

1998年
- 新・男樹（太一）

2004年
- 大YAMATO零号（X-5〈A銀河連合本部〉）

### 劇場アニメ
1992年
- 銀河英雄伝説外伝 黄金の翼

### 吹き替え
- ER緊急救命室
- グーニーズ（友人②〈ジェブ・アダムス〉）※TBS版
- パワーレンジャー（ジェレミー）
- ベスト・キッド ※DVD版
- ミュータント・タートルズ ※フジテレビ版
- ラストゲーム